# (34935) 6780 P-L
6780 P-L (asteroide 34935) é um asteroide da cintura principal. Possui uma excentricidade de 0.11765340 e uma inclinação de 13.56045º.
Este asteroide foi descoberto no dia 24 de setembro de 1960 por Cornelis Johannes van Houten e Ingrid van Houten-Groeneveld e Tom Gehrels em Palomar.